# Municipio de Williamstown
El municipio de Williamstown (en inglés: Williamstown Township) es un municipio ubicado en el condado de Ingham en el estado estadounidense de Míchigan. En el año 2010 tenía una población de 4978 habitantes y una densidad poblacional de 65,69 personas por km².

## Geografía
El municipio de Williamstown se encuentra ubicado en las coordenadas 42°44′14″N 84°18′44″O / 42.73722, -84.31222. Según la Oficina del Censo de los Estados Unidos, el municipio tiene una superficie total de 75.78 km², de la cual 75,34 km² corresponden a tierra firme y (0,58 %) 0,44 km² es agua.

## Demografía
Según el censo de 2010, había 4978 personas residiendo en el municipio de Williamstown. La densidad de población era de 65,69 hab./km². De los 4978 habitantes, el municipio de Williamstown estaba compuesto por el 96,08 % blancos, el 0,82 % eran afroamericanos, el 0,3 % eran amerindios, el 1,19 % eran asiáticos, el 0,26 % eran de otras razas y el 1,35 % eran de una mezcla de razas. Del total de la población el 1,97 % eran hispanos o latinos de cualquier raza.